# Ralf Paulsen
Ralf Paulsen (Berlijn, 3 april 1929 - Berlijn, 26 februari 2015) was een Duitse schlager- en countryzanger.

## Carrière
Ralf Paulsen was een van de hoofdvertolkers van het wildwestgenre in de jaren 1960. Al in 1959 had hij zijn eerste succes als zanger met het nummer Tränen in deinen Augen. Zijn grootste succes diende zich aan met de titelsong van de Amerikaanse westernserie Bonanza. Daarna werden meerdere westernsongs en schlagers opgenomen, die echter gedeeltelijk door andere vertolkers werden opgenomen, waaronder Das alte Haus von Rocky Docky, Es hängt ein Pferdehalfter an der Wand, Geisterreiter, Oh my darling Caroline, Mr. Ed en Tom Dooley. Daarbij nam hij enkele schlagers op, zoals Tränen in deinen Augen, Kleine Annabell en Hohe Tannen. Paulsen was zeer vaak op muzikaal gebied met zijn collega Tex Haper onderweg.
Ook in de jaren 1990 werden door hem countrysongs gepubliceerd en had hij regelmatig optredens in tv-programma's.

## Discografie
- ca. 1973: Ich hab' eine Braut in Texas
- 1992: Ich bin ein Tramp
- 1993: Ein schönes Lied zur richtigen Zeit
- 1995: Meine schönsten Westernsongs
- 1998: Es hängt ein Pferdehalfter an der Wand
- 1998: Seine großen Erfolge
- 2002: Hat ein Cowboy graue Schläfen
- 2008: Bonanza – Western Hits
- 2010: Ralf Paulsen singt Ronny-Hits
- 2011: Der alte Komödiant (Single)
- 2011: Goodbye Highways
- 2012: Die Western von Gestern – Westernhits von Ralf Paulsen
- ####: Ein Herz schlägt westwärts

- Gemeinsame Normdatei: 134481461
- International Standard Name Identifier: 0000 0001 3174 3788
- Library of Congress Control Number: no2003070295
- MusicBrainz: 31ed8617-cfe1-4373-b3ac-87487ddf41c8
- Virtual International Authority File: 79640448
- WorldCat: E39PBJpDR7J3yBbgxWq8HQhWDq